# تپه کوله هزار خال اربناو
تپه کوله هزار خال اربناو مربوط به سده‌های اولیه دوران‌های تاریخی پس از اسلام است و در شهرستان رودبار، بخش مرکزی، دهستان رستم‌آباد جنوبی، روستای اربناو واقع شده و این اثر در تاریخ ۲۷ اسفند ۱۳۸۶ با شمارهٔ ثبت ۲۲۵۲۵ به‌عنوان یکی از آثار ملی ایران به ثبت رسیده‌است.